# Ulica Ratuszowa w Warszawie
Ulica Ratuszowa – ulica w dzielnicy Praga-Północ w Warszawie.

## Opis
Nazwa ulicy nawiązuje do lokalizacji ratusza dawnej Pragi. Biegła do jej rynku, przy którym znajdował się ratusz.
Na wysokości ulicy Ratuszowej zlokalizowany był most Zygmunta Augusta. 
Zabudowa ulicy została zniszczona w wyniku budowy fortyfikacji napoleońskich; w 1811 roku ocalała jedynie wybroniona przez ludność kaplica Loretańska.
Po 1918 roku ulica została przedłużona od ulicy Jagiellońskiej do ulicy 11 listopada. W 1934 roku pod numerem 11 rozpoczął działalność Państwowy Instytut Telekomunikacyjny, reaktywowany po II wojnie światowej jako Instytut Tele- i Radiotechniczny.
W marcu 1945 u wylotu ulicy oddano do użytku most pontonowy na Wiśle, przeniesiony w następnym miesiącu na Saską Kępę. 
W latach 1949−1952 między ulicami: Ratuszową, Targową, Świętych Cyryla i Metodego i Jagiellońską powstało osiedle Praga I zaprojektowane przez Szymona i Helenę Syrkusów.

## Ważniejsze obiekty
- Zespół Szkół nr 11 im. Władysława Grabskiego
- Instytut Tele- i Radiotechniczny
- Kościół Matki Bożej Loretańskiej
- Ogród Zoologiczny
- Park Praski Żołnierzy 1 Armii Wojska Polskiego